# D979 (Saône-et-Loire)
De D979 is een departementale weg in het Franse departement Saône-et-Loire. De weg loopt van de grens met Nièvre via Digoin naar Paray-le-Monial. In Nièvre loopt de weg verder als D979 naar Nevers.

## Geschiedenis
Oorspronkelijk was de D979 onderdeel van de N79. In 1973 werd de weg overgedragen aan het departement Saône-et-Loire, zodat het beginpunt van de N79 bij Moulins kwam te liggen in plaats van Nevers. De weg is toen omgenummerd tot D979.